# Constantijn van Daalen
Constantijn van Daalen (7. april 1884 i Brielle – 5. september 1931 i Amsterdam) var en nederlandsk gymnast som deltog under Sommer-OL 1908.
Han var en del af de nederlandske gymnastikhold, som kom på en syvendeplads under Sommer-OL 1908 i holdkonkurrencen for mænd. I den indviduelle all-round konkurrence kom han på en 64. plads.